# Gunilla Wik
Gunilla Elisabet Wik, född 19 mars 1936 i Norrköping är en svensk målare, tecknare och grafiker.
Hon är dotter till bankdirektören Axel Elias Derwinger och Dagny Gunilla Hörner och från 1958 gift med Alf Wik. Hon studerade konst för Kerstin Stenman i Norrköping 1951 innan hon fortsatte sina studier vid Hovedskous målarskola 1955–1958 och Valands konstskola i Göteborg 1959–1964. Separat har hon ställt ut på bland annat Galerie Moderne, Nordisk konst i Göteborg, Galleri Prisma i Stockholm, Konsthallen i Falun, Societetssalongen i Göteborg, Konstfrämjandet i Lidköping, Konsthallen i Lerum, Konsthallen i Nääs, Kulturhuset i Lysekil och på ett flertal platser på Öckerö. Hon medverkade i Göteborgs konstförenings Decemberutställningar som visades på Göteborgs konsthall 1954–1965 och har varit representerad i Liljevalchs konsthalls Stockholmssalonger samt i samlingsutställningar med provinsiell konst.
Hon har tilldelats Mannheimers stipendium, Göteborgs Stads utställningsstipendium, Svenska Tobaksmonopolets stipendium, Svenska Statens arbetsstipendium, Göteborgs stad kulturstipendium, Galleri Kustens stipendium, Otto & Carl Mannheimers stipendium, Konstnärsnämndens arbetsstipendium och Allan och Eva Anderssons minnesfond.
Hennes konst består av stilleben, figurkompositioner, landskap och porträtt  utförda i olja, pastell, akvarell, gouache och grafik samt glasmosaik.
Wik är representerad vid Örebro läns museum, Moderna museet, Göteborgs konstmuseum, Statens konstråd, ett flertal landsting och Göteborgs kommun.